# Bruna Primati
Bruna Veronez Primati (São Paulo, 2 de fevereiro de 1997) é uma nadadora brasileira, especialista em nado livre.

## Trajetória esportiva
Nos Jogos Olímpicos da Juventude de 2014 em Nanquim, na China, Primati terminou em quinto lugar no revezamento 4x100 metros livre,  sexto lugar nos 800 metros livre, sétimo lugar nos 400 metros livre e 16º nos 200 metros medley.
No Campeonato Sul-Americano Juvenil de Natação de 2015, realizado em Lima, no Peru, Primati ganhou quatro medalhas de ouro: nos 200 metros livre, 400 metros livre, 800 metros livre e 200 metros medley. 
Nos Jogos Pan-Americanos de 2015 em Toronto, no Canadá, ela ganhou a medalha de prata na prova dos 4x200 metros livre, por participar das eliminatórias da prova. Também terminou em sétimo lugar nos 800 metros livre.
Atualmente aposentada.